# Sancho Panza

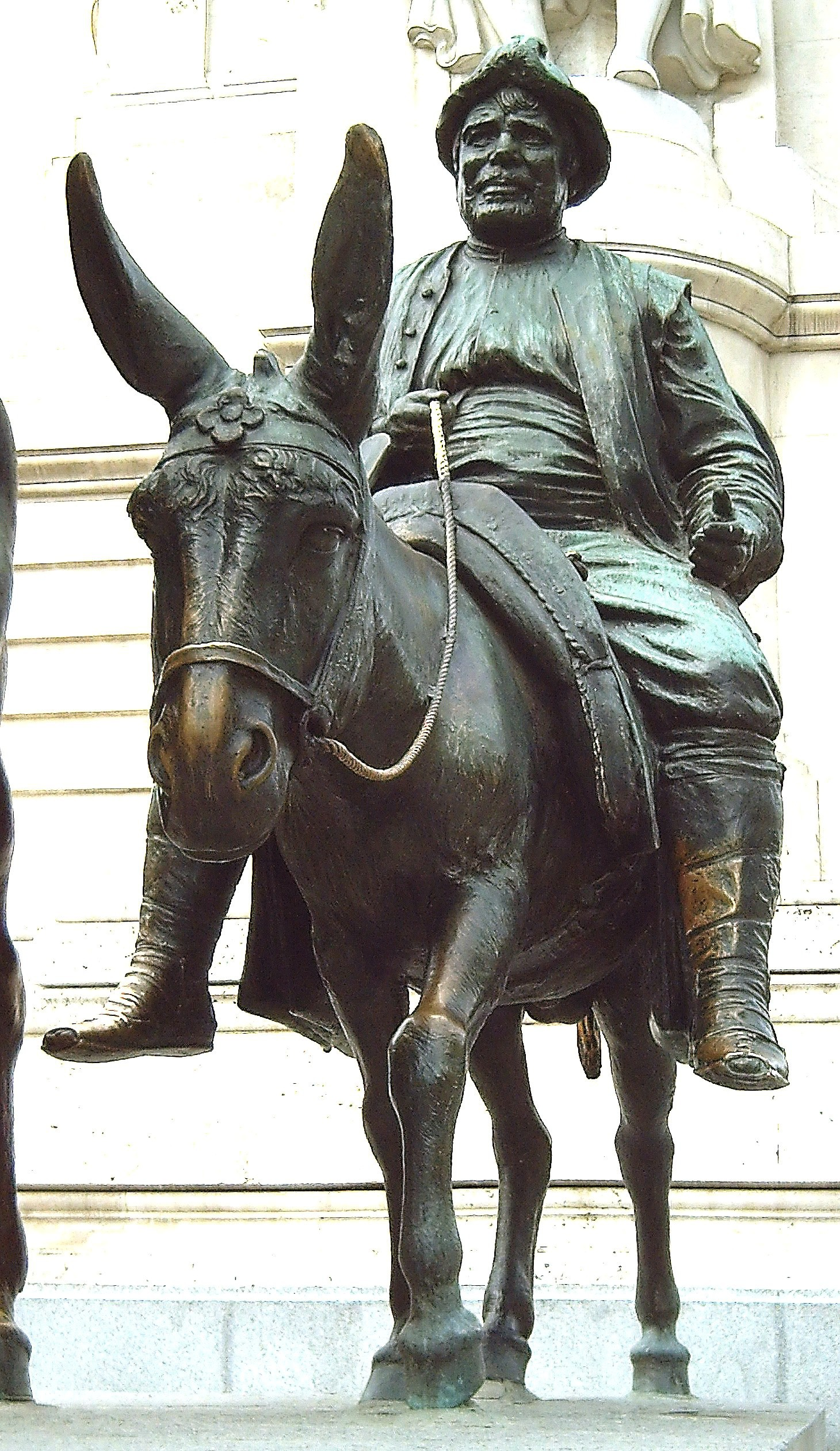
Staty av Sancho Panza på sin åsna Rucio i Madrid.

Sancho Panza är Don Quijotes väpnare i Cervantes roman Don Quijote. Sancho Panza, som var Don Quijotes granne, var en fattig småbonde med fru och barn. Med löften om att få en egen ö att regera över övertalades han att bli Don Quijotes vapendragare under dennes vandrande ridderskap.
Sancho är ursprungligen ett baskiskt namn, som i Kastilien andades bondaktighet eller rent av tölpighet. Panza betyder mage eller buk. Tölpen med magen är alltså en ganska god översättning av namnet Sancho Panza. Sancho är den som i sin jordnära folklighet (för den goda historiens skull) skapar balans till Don Quijotes världsfrånvändhet.